# Eros Riccio
Eros Riccio (Lucca, 1º dicembre 1977) è uno scacchista italiano.
È grande maestro di scacchi per corrispondenza, campione di scacchi avanzati, due volte vicecampione d'Europa (2011 e 2014) e bronzo olimpico (2012) con la nazionale italiana ICCF e campione del mondo di scacchi per corrispondenza FICGS. È anche autore di un personale libro di aperture di scacchi, chiamato Sikanda.

## Carriera scacchistica
Dopo aver scalato le varie categorie nazionali della Federazione Scacchistica Italiana, vince vari tornei e acquisisce il titolo di Candidato Maestro al torneo di Imperia e due norme di Maestro ai tornei di Santa Margherita Ligure e Montecatini Terme.

### Tornei individuali ICCF
Dal 2000, pur continuando a partecipare ad alcuni tornei di scacchi a tavolino, si dedica principalmente al gioco a distanza e aderisce all'ASIGC (Associazione Scacchistica Italiana Giocatori per Corrispondenza) e all'ICCF (International Correspondence Chess Federation).
A livello nazionale vince il 7º campionato italiano assoluto di scacchi per e-mail (2005), il 1º Italian Webserver Open Tournament (2007) e tre campionati italiani assoluti di scacchi per corrispondenza su quattro partecipazioni, il 54º nel 2006, il 57º nel 2009 e, dopo un secondo posto nel 59º, il 61º nel 2013.
A livello internazionale è primo nel Jubilee Email P021, nell'Email Master Class 168, nel gruppo 2 e nella semifinale 3 del 2º Webchess Open Tournament e vince con 14 punti su 14 il torneo tematico mondiale Frankenstein-Dracula (2007).
Nel 2013 vince l'Umansky Memorial, torneo internazionale di alto livello (cat. 14) organizzato dalla federazione russa di scacchi per corrispondenza in onore dello scomparso campione del mondo ICCF Mikhail Umansky, ed è secondo nel RUS/Diamond (cat. 14), organizzato dalla stessa federazione.
Nel 2018 accetta l’invito a partecipare al Petr Boukal Memorial, che chiude 4º ad un punto dal vincitore, (cat. 14), organizzato in memoria dello scomparso omonimo scacchista dalla federazione ceca.

### Tornei a squadre ICCF con la nazionale italiana
Ha giocato in 1.a scacchiera nella squadra italiana negli incontri amichevoli con Finlandia e Lettonia e "Resto d'Europa", nei tornei di "Champions League A" del  2007 e del 2010 e nel "Mare Nostrum III". Ha giocato sulla 1.a scacchiera dell’Italia nella finale del "7º Campionato d'Europa a squadre", dove la nazionale italiana ha ottenuto la medaglia d'argento (2011), nella finale della "17ª Olimpiade", dove la nazionale italiana ha vinto la medaglia di bronzo (2012), e nella finale della "18ª Olimpiade".
Con la nazionale italiana ha conquistato anche la medaglia d'argento (2014) nella finale dell'"8º Campionato d'Europa a squadre" e la medaglia di bronzo (2017) nella finale del "9º Campionato d'Europa a squadre", chiudendo al primo posto in 2ª scacchiera e ottenendo l'ottava norma di Grande Maestro ICCF (record italiano).
Nel 2018 è stato ancora prima scacchiera della nazionale italiana nella sfida amichevole Italia - Romania, organizzata per celebrare i cento anni dalla nascita della Romania.

### Titoli e rating ICCF
I campionati, le classifiche e i titoli ICCF sono riconosciuti dalla FIDE (Fédération Internationale des Échecs).
Nel 2007 Riccio ha acquisito i titoli ICCF di Maestro Internazionale e di Maestro Internazionale Senior e nel 2010 ha conquistato il titolo di Grande Maestro Internazionale, ottenendo la terza norma di GM a conclusione della finale del 7º Campionato d'Europa, classificandosi al primo posto in prima scacchiera.
Nel 2009 ha superato per la prima volta i 2600 punti Elo ed è entrato tra i primi 5 giocatori a livello nazionale.
Nel 2013, con 2628 punti Elo, ha raggiunto il primo posto nella classifica italiana.
Dal dicembre 2021 il suo Elo ICCF è di 2640 punti ed è (aprile 2022) primo nella classifica italiana e al 6º posto nella classifica mondiale.

### Campionato del mondo FICGS
Nel 2008 prende parte al Campionato del Mondo di scacchi per corrispondenza FICGS. Supera le fasi eliminatorie, la semifinale e il torneo dei candidati e, in finale, sconfigge il detentore del titolo, lo statunitense Edward Kotlyanskiy, diventando il 4° Campione del Mondo di scacchi per corrispondenza FICGS.
Difende e conserva il titolo dalla 5ª alla 25ª edizione confermandosi Campione del Mondo FICGS per ventidue volte consecutive.

### Sikanda

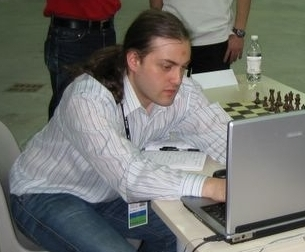
Eros Riccio a Torino nel 2006

Nel frattempo lavora incamerando manualmente un numero notevolissimo di dati, ad un suo personale Libro delle aperture, da lui chiamato Sikanda, e partecipa come Book author a due campionati del mondo di scacchi per computer organizzati dall'ICGA (International Computer Games Association), il primo nel 2004 in Israele col programma Falcon e il secondo nel 2006 a Torino col programma Diep. Sikanda, aggiornato e perfezionato, diventa un libro determinante soprattutto nei tornei di scacchi avanzati.

### Tornei di scacchi avanzati
A partire dal 2007, infatti, partecipa ai tornei mondiali di Advanced Chess per centauri (cioè un umano gioca con l'ausilio di un motore scacchistico), ideati dal GM Garry Kasparov, e vince la 1ª edizione (2007) della FICGS Chess Freestyle Cup.
Nell’aprile 2008 si impone all’attenzione scacchistica internazionale conquistando, col nome di Ultima, il titolo di campione dell'8º PAL/CSS Freestyle Tournament, vincendo il prestigioso torneo patrocinato dal PAL Group di Abu Dhabi (Emirati Arabi Uniti) e gestito dalla rivista tedesca Computerschach und Spiele (CSS).
Nell’ottobre dello stesso anno vince, col nome di Auryn, la finale del Computer Bild Spiele Schach Turnier organizzato da Chessbase che lo invita, quale ospite d’onore, alla edizione ufficiale delle Olimpiadi degli scacchi FIDE, svoltesi a Dresda nel novembre 2008.
Sempre nel mese di novembre partecipa, col nome di Sephiroth, al Welcome Freestyle Tournament, organizzato da Infinity Chess e diretto da Arno Nickel, e vince il torneo con 6 punti su 8.
In dicembre dello stesso anno si iscrive, ancora col nome di Sephiroth, al torneo Christmas Freestyle Tournament, anch’esso organizzato da Infinity Chess, e conquista nuovamente la vittoria con 6 punti su 8.
Nel gennaio 2009, sempre col nome di Sephiroth, è campione con 7 punti su 10 anche del 1º Freestyle Masters 2009, torneo svoltosi nell’arco di tre settimane.
Vince, quindi, tutti e sei i tornei disputatisi tra la fine del 2007 e gli inizi del 2009 ai quali partecipa e viene riconosciuto quale numero uno al mondo nel gioco degli scacchi avanzati. Infatti, in base ai risultati dei tornei di Advanced Chess svoltisi a livello internazionale tra il 2005 e il 2013, Infinity Chess ha sviluppato una speciale classifica dei più forti centauri del mondo, nella quale Riccio risulta sia al primo posto assoluto col nome di Sephiroth (2755 punti Elo) che al secondo posto assoluto col nome di Ultima (2715 punti Elo).
Sempre come centauro, nel luglio del 2009 batte Rechenschieber, il cluster del team Rybka composto da 52 computer ad alta velocità che funzionano come un unico, in precedenza sconfitto unicamente da Highendman, che sarà poi sconfitto dallo stesso Riccio.
Successivamente vince anche la 3ª edizione della FICGS Chess Freestyle Cup (2010), il 1º Infinity Freestyle Tournament 2012 col nome di Dovahkiin e il 7º Engine Masters Tournament (2014) col nome di Drago Daatson.

## Affermazioni
- Vincitore dei seguenti tornei FSI a tavolino: 2º Torneo Nazionale di Siena (1997); Torneo Semilampo “Centro Luna” di Sarzana (2002)[30]; Open Semilampo "Città di Viareggio" (2004); 19º e 20º Trofeo di scacchi a squadre “E. Piaggio” (2004 e 2005) con Francesco Frugoli, Roberto Corso e Oliver Valbuena; 5º Torneo Semilampo di Antona (2007); 15º Torneo Nazionale “Città di Firenze” (2007); 16º Torneo Semilampo di Fosdinovo (2019)[31].
- Vincitore dei seguenti campionati italiani assoluti ASIGC: 7º Campionato Italiano Assoluto di scacchi per e-mail (2005); 1º Italian Webserver Open Tournament (2007); 54º, 57º e 61º Campionato Italiano Assoluto di scacchi per corrispondenza (2006, 2009 e 2013).
- Vincitore dei seguenti tornei internazionali individuali ICCF: Tematico Mondiale Frankenstein-Dracula (2006); Umansky Memorial (2013).
- Primo posto individuale nei seguenti tornei ICCF con la nazionale italiana: Italia-Resto del Mondo (2001); Francia Italia (2005); prel. 17ª Olimpiade (2006); Finlandia-Italia (2008); Mare Nostrum III (2008); finale 7º Campionato d'Europa (2008); Italia-Lettonia (2009); Germania-Italia (2012); Italia-Resto d'Europa (2015); finale 9º Campionato d'Europa (2017); Italia-Romania (2018).
- Vincitore dei seguenti tornei internazionali di Freestyle Chess: 1ª Ficgs Chess Freestyle Cup (2007); Computer Bild Spiele Schach Tournier (2008); 8º PAL/CSS Freestyle Tournament (2008); Welcome Freestyle Tournament (2008); Christmas Freestyle Tournament (2008); 1º IC Freestyle Masters (2009); 3ª Ficgs Chess Freestyle Cup (2010); 1º Infinity Chess Freestyle Tournament 2012; 7º Engine Masters Tournament (2014).
- Vincitore dei seguenti Campionati del Mondo di scacchi per corrispondenza FICGS: 4º (2010); 5º (2011); 6º (2012); 7º (2012); 8º (2013); 9º (2014); 10º (2015); 11º (2015); 12º (2016); 13º (2017); 14º (2017); 15º (2018); 16º (2018); 17º (2019); 18º (2020); 19º (2021); 20° (2021); 21° (2022); 22° (2023); 23° (2023); 24° (2024); 25° (2025).

## Titoli
- 1997 - Candidato Maestro FSI
- 1999 - Istruttore Giovanile Qualificato FSI
- 1999 - Arbitro Regionale FSI
- 2003 - Maestro ASIGC
- 2004 - Autore Libro Aperture ICGA
- 2005 - Maestro Senior ASIGC
- 2007 - Maestro Internazionale ICCF
- 2007 - Maestro Internazionale Senior ICCF
- 2010 - Grande Maestro Internazionale ICCF

## Medagliere
- 2011 - Argento nel 7º Campionato Europeo a squadre ICCF
- 2012 - Bronzo nella 17ª Olimpiade a squadre ICCF
- 2014 - Argento nell'8º Campionato Europeo a squadre ICCF
- 2017 - Bronzo nel 9º Campionato Europeo a squadre ICCF